# Fernando López Carrasco
Fernando López Carrasco (Abengibre, Albacete, 12 de agosto de 1943) es un político español del Partido Socialista Obrero Español (PSOE).

## Biografía
Casado y padre de dos hijos, es ingeniero agrónomo y funcionario del Ministerio de Agricultura. En 1983 entró en el Gobierno de Castilla-La Mancha como consejero de agricultura, responsabilidad que ocupó durante 12 años bajo la presidencia de José Bono. En 1995 pasó a ser senador designado por las Cortes de Castilla-La Mancha, así como portavoz del Grupo Parlamentario Socialista. En 1997 ocupó la vicepresidencia de Castilla-La Mancha, hasta 1999. Tras las elecciones autonómicas de 2003 y la constitución de las nuevas Cortes, fue nombrado presidente de la cámara legislativa autonómica por un período de cuatro años, hasta 2007.
Fue senador por Castilla-La Mancha y secretario general del PSOE de Albacete.

## Cargos desempeñados
- Consejero de Agricultura de Castilla-La Mancha (1983-1995).
- Diputado por Albacete las Cortes de Castilla-La Mancha (1987-1988 y 1995-1997).
- Senador designado por las Cortes de Castilla-La Mancha (1995-1996).
- Portavoz del Grupo Socialista en las Cortes de Castilla-La Mancha (1995-1997).
- Vicepresidente de Castilla-La Mancha (1997-1999).
- Senador designado por las Cortes de Castilla-La Mancha (1999-2003).
- Presidente de las Cortes de Castilla-La Mancha (2003-2007).
- Senador designado por las Cortes de Castilla-La Mancha (2007-2011).